# Addison (Illinois)
Addison è un villaggio (village) della contea di DuPage, Illinois, Stati Uniti. La popolazione era di 35 702 abitanti al censimento del 2020. Fa parte dell'area metropolitana di Chicago.

## Geografia fisica
Secondo l'Ufficio del censimento degli Stati Uniti, ha una superficie totale di 9,98 mi² (25,85 km²).

## Storia
In origine, la comunità si chiamava Dunkley's Grove, in onore del colono Hezekiah Dunklee, più tardi prese il nome di una città dell'Inghilterra o dall'omonima cittadina nello Stato di New York. Nel 1832, Winfield Scott costruì l'Army Trail Road in cima a un percorso dei Potawatomi ad Addison, per trasportare 50 carri con delle merci nella guerra contro Black Hawk e i suoi guerrieri. Nel 1864, la Lutheran Church-Missouri Synod spostò la sua sede da Fort Wayne, nell'Indiana, al villaggio, e fondò l'Addison Teachers Seminary; la sede rimase ad Addison fino al 1913, quando venne spostata a River Forest, sempre nell'Illinois, assumendo il nome di Concordia Teachers College (attuale Concordia University Chicago).
Al momento dell'incorporazione del villaggio, che avvenne nel 1884, aveva una popolazione di 400 abitanti.
Il parco divertimenti di Adventureland si trovava ad Addison (Lake e Medinah) negli anni 1960 e 1970. Il distretto industriale di Addison era il luogo proposto per la ricostruzione del Comiskey Park alla fine degli anni 1980, anche se alla fine l'idea venne bocciata.

## Società

### Evoluzione demografica
Secondo il censimento del 2020, la popolazione era di 35 702 abitanti. 

## Amministrazione

### Gemellaggi
- Triggiano, dal 2007[9]